# Joseph Soriano
 (mai 2025).
Pour les articles homonymes, voir Soriano (homonymie).
Joseph Soriano est un militant anarcho-syndicaliste français du XXe siècle. D'abord gérant du Combat syndicaliste, il devient secrétaire confédéral de la Confédération Nationale du Travail (CNT), le principal syndicat anarchiste français, de 1963 à 1967.

## Biographie
Soriano, qui vit dans le Val-de-Marne à Fontenay-sous-Bois, est facteur. Dans les années 1960, il prend en charge la gestion du Combat syndicaliste, le journal officiel de la Confédération Nationale du Travail, et y publie plusieurs articles. En 1963, il est élu secrétaire confédéral de ce syndicat lors de son Xe congrès, poste qu'il occupe jusqu'en 1967. En 1966, il participe à un meeting à La Cannebière pour les trente ans de la révolution sociale espagnole, en présence de Federica Montseny et Daniel Guérin, notamment. Il reproduit une réunion similaire avec Montseny à Toulouse, plus tard dans l'année.
En 1971, il quitte avec d'autres anciens militants le syndicat après de graves conflits internes, cristallisés lors du congrès tenu en 1971, où un conflit générationnel oppose les anarchistes pré-1968 et post-1968. La plupart des jeunes militants abandonnent ensuite rapidement le syndicat, ce qui provoque l'effondrement d'une partie de son organisation.
Par ailleurs, Soriano préface un ouvrage de René Villard, De l'esclavage a la liberté (préparation au syndicalisme révolutionnaire), publié en 1966.